# Falkenberg, Märkisch-Oderland
Falkenberg là một đô thị thuộc huyện Märkisch-Oderland, bang Brandenburg, Đức.